# Hexapopha
Hexapopha là một chi nhện thuộc họ Oonopidae. Chi này được Platnick, Berniker & Víquez mô tả năm 2014.

## Loài
Tính đến  tháng 8 năm 2023, chi này bao gồm 41 loài:
- Hexapopha baehrae Feitosa, Ott & Bonaldo, 2023 — Brasil
- Hexapopha brasiliana (Bristowe, 1938) — Brasil
- Hexapopha brescoviti Feitosa, Ott & Bonaldo, 2023 — Brasil
- Hexapopha caboquinho Feitosa, Ott & Bonaldo, 2023 — Brasil
- Hexapopha corniculata Feitosa, Ott & Bonaldo, 2023 — Brasil
- Hexapopha delta Feitosa, Ott & Bonaldo, 2023 — Brasil
- Hexapopha depleta Feitosa, Ott & Bonaldo, 2023 — Brasil
- Hexapopha egua Feitosa, Ott & Bonaldo, 2023 — Brasil
- Hexapopha erebai Feitosa, Ott & Bonaldo, 2023 — Brasil
- Hexapopha excavata Feitosa, Ott & Bonaldo, 2023 — Brasil
- Hexapopha fannesi Feitosa, Ott & Bonaldo, 2023 — Brasil
- Hexapopha grismadoi Feitosa, Ott & Bonaldo, 2023 — Brasil
- Hexapopha gunma Feitosa, Ott & Bonaldo, 2023 — Brasil
- Hexapopha harveyi Feitosa, Ott & Bonaldo, 2023 — Brasil
- Hexapopha hone Platnick, Berniker & Víquez, 2014 — Costa Rica
- Hexapopha ilhoa Feitosa, Ott & Bonaldo, 2023 — Brasil
- Hexapopha itabaiana Feitosa, Ott & Bonaldo, 2023 — Brasil
- Hexapopha izquierdoi Feitosa, Ott & Bonaldo, 2023 — Brasil
- Hexapopha jimenez Platnick, Berniker & Víquez, 2014 — Costa Rica
- Hexapopha kropfi Feitosa, Ott & Bonaldo, 2023 — Brasil
- Hexapopha m-scripta (Birabén, 1954) — Argentina
- Hexapopha manauara Feitosa, Ott & Bonaldo, 2023 — Brasil
- Hexapopha marajoara Feitosa, Ott & Bonaldo, 2023 — Brasil
- Hexapopha numerosa Feitosa, Ott & Bonaldo, 2023 — Brasil
- Hexapopha osa Platnick, Berniker & Víquez, 2014 — Costa Rica
- Hexapopha pantaneira Feitosa, Ott & Bonaldo, 2023 — Brasil
- Hexapopha peba Feitosa, Ott & Bonaldo, 2023 — Brasil
- Hexapopha periclitata Feitosa, Ott & Bonaldo, 2023 — Brasil
- Hexapopha pithecia Feitosa, Ott & Bonaldo, 2023 — Peru
- Hexapopha platnicki Feitosa, Ott & Bonaldo, 2023 — Brasil
- Hexapopha quadraginta Feitosa, Ott & Bonaldo, 2023 — Brasil
- Hexapopha ramirezi Feitosa, Ott & Bonaldo, 2023 — Brasil
- Hexapopha reimoseri (Fage, 1938) (điển hình) — Costa Rica
- Hexapopha rheimsae Feitosa, Ott & Bonaldo, 2023 — Brasil
- Hexapopha ruizi Feitosa, Ott & Bonaldo, 2023 — Brasil
- Hexapopha santosi Feitosa, Ott & Bonaldo, 2023 — Brasil
- Hexapopha sorkini Feitosa, Ott & Bonaldo, 2023 — Venezuela
- Hexapopha tallitae Feitosa, Ott & Bonaldo, 2023 — Brasil
- Hexapopha ubicki Feitosa, Ott & Bonaldo, 2023 — Brasil
- Hexapopha una Feitosa, Ott & Bonaldo, 2023 — Brasil
- Hexapopha wangi Feitosa, Ott & Bonaldo, 2023 — Brasil